# Olimpia di Nicomedia
Olimpia di Nicomedia, conosciuta anche come Olimpia la Diaconessa (Costantinopoli, 361 – Nicomedia, 25 luglio 408), è venerata come santa dalla Chiesa cattolica e dalla Chiesa orientale; nell’antichità fu molto esaltata come esempio di donna ricca e nobile, che seppe rinunciare a tutti i vantaggi del suo rango, per aderire pienamente agli ideali della religione cristiana.

## Agiografia
Nacque da una ricca e potente famiglia di Costantinopoli, vicina agli ambienti della corte imperiale. Rimase orfana giovanissima e fu affidata dal suo tutore, il prefetto Procopio, a Teodosia, sorella del vescovo Anfilochio di Iconio.
Crebbe nello studio della Bibbia, facendo penitenze e opere di carità.
A ventiquattro anni sposò il prefetto di Costantinopoli, Nebridio, ma questi dopo poco più di un anno morì. Alle proposte dell'imperatore Teodosio I, che voleva farla sposare nuovamente, rispose: «Se il mio re avesse voluto che io vivessi con un uomo, non mi avrebbe tolto il mio primo». Per tentare di convincerla, l'imperatore le confiscò tutte le proprietà e Olimpia visse in povertà. Teodosio allora, vedendo la sua determinazione, dopo quasi cinque anni gliele restituì.
Il vescovo Nettario (381-397), contrariamente all'usanza, la nominò diaconessa, dignità che allora si dava alle vedove di 60 anni. Olimpia fondò nei pressi della chiesa di Santa Sofia un convento che attirò molte ricche e nobili giovani, anche di famiglie senatoriali romane. Collaborò con l'arcivescovo Giovanni Crisostomo in molte opere caritative, però, quando si scatenò la persecuzione contro i seguaci di Giovanni, dovette andare in esilio a Nicomedia dove morì.

## Culto
Il culto di sant'Olimpia fu molto diffuso nell'antichità.
Il Martirologio romano fissa la memoria liturgica il 25 luglio: "A Nicomedia in Bitinia, nell'odierna Turchia, transito di santa Olimpiade, vedova: dopo aver perso il marito in ancor giovane età, trascorse piamente a Costantinopoli il resto della sua vita tra le donne consacrate a Dio, assistendo i poveri e rimanendo fedele collaboratrice di san Giovanni Crisostomo anche durante il suo esilio".
La Chiesa orientale fissa la memoria liturgica il 24-25-29 luglio.